# 发光巨口鱼
发光巨口魚（学名：Stomias boa boa）为輻鰭魚綱巨口鱼目巨口鱼科的其中一種。分布於全球三大洋海域，為深海魚類，棲息深度200-1500公尺，體長可達32.2公分，屬肉食性，以魚類及甲殼類為食。

## 扩展阅读
維基物種上的相關：发光巨口魚